# Ectatoderus bimaculatus
Ectatoderus bimaculatus är en insektsart som beskrevs av Sjöstedt 1909. Ectatoderus bimaculatus ingår i släktet Ectatoderus och familjen Mogoplistidae. Inga underarter finns listade i Catalogue of Life.